# Otiorhynchus brauneri
Otiorhynchus brauneri — вид долгоносиков-скосарей из подсемейства Entiminae.

## Описание
Жук длиной 6,5-9,5 мм. Передний вершинный угол задних голеней самцов бугоровидно выступает. Их задний край совершенно прямой; голени короткие, спереди ниже расширения вырезаны; вырезка усажена зубцами. Задние бёдра самок более или менее резко булавовидные, зубец их большой. Второй сегмент жгутика усиков у обоих полов от основания до вершины ската довольно плоские.